# HTC Wizard
HTC Wizard je komunikátor od firmy HTC (High Tech Computer Corporation), která vyrábí a vyvíjí komponenty kapesních počítačů pro renomované výrobce, ale úspěšně vyrábí také vlastní řadu chytrých telefonů. Ty pak prodává především prostřednictvím mobilních operátorů pod názvy MDA (Mobile Digital Assistant) nebo DataPhone. HTC Wizard (známý také jako HTC Prodigy a HTC P4300) je komunikátor s podporou Windows Mobile Pocket PC navržený High Tech Computer Corporation na Tchaj-wanu. Má dotykový displej z levé strany výsuvnou QWERTY klávesnici. Funkce telefonu zahrnují fotoaparát, přehrávač medií, textové i multimediální zprávy. Nabízí také internetové služby včetně e-mailů, rychlých zpráv, prohlížení webových stránek a místní Wi-Fi připojení. Jedná se o čtyřpásmový GSM telefon s GPRS a EDGE. K dispozici jsou varianty, které se liší v designu případně, v klávesnici a přítomností fotoaparátu.

## Verze
Existuje několik modelů HTC Wizard. HTC Wizard 100 má čtvercový design s čtvercovými klávesami. HTC Wizard 110 je fyzicky podobný modelu 100 a obsahuje stejné technické vlastnosti, s výjimkou fotoaparátu. HTC Wizard 200 je nejvíce oblíbený model má zaoblený design se zaoblenými klávesami.

## Model HTC Wizard
- HTC Wizard 100
  - Cingular 8100 (USA)

- HTC Wizard 110
  - Cingular 8125 (USA)
  - Dopod 838 (Asie)
  - HTC P4300
  - Qtek A9100 (Latinská Amerika)
  - Vodafone VPA Compact II

- HTC Wizard 200
  - i-mate K-Jam (Blízký východ)
  - O2 Xda Mini Pro
  - O2 Xda Mini S (Evropa)
  - Orange SPV M3000 (Evropa)
  - Qtek 9100 (Evropa)
  - T-Mobile MDA (USA)
  - T-Mobile MDA Vario (Evropa)

## Specifikace
- Velikost obrazovky: 2,8 palce (71 mm)
- Rozlišení displeje: 240 × 320, 143 ppi, s poměrem stran 4:3
- Obrazovka barvy: 65536 barev (16bit)
- Vstupní zařízení: dotykový displej a vysouvací QWERTY klávesnice
- Baterie: 1250 mAh (5 hodin hovoru a až 200 hodin v pohotovostním režimu)
- Fotoaparát: 1,3megapixelový fotoaparát s pevným objektivem, LED blesk a zrcátkem
- Procesor: TI OMAP 850 (195 MHz ARM procesor 926EJ-S)
- Velikost paměti: 64 MiB RAM, 128 MiB ROM flash paměť
- Vyjímatelná média: miniSD až 4 GiB (Non High Capacity Card)
- Operační systém: Windows Mobile 5.0
- Frekvence: Čtyřpásmový GSM/GPRS/EDGE třídy 10 (GSM 850 , GSM 900, GSM 1800, GSM 1900)
- Připojitelnost: Wi-Fi (802.11b/g), Bluetooth 2.0, Mini USB (slave pouze bez hostitele), pro sluchátka 2,5 mm stereo jack, IrDA
- Velikost: 108 mm × 58 mm × 23,7 mm
- Hmotnost:
  - Wizard 100: 165 g (5,8 oz)
  - Wizard 110: 168 g (5,9 oz)
  - Wizard 200: 169 g (6,0 oz)

## Fotogalerie

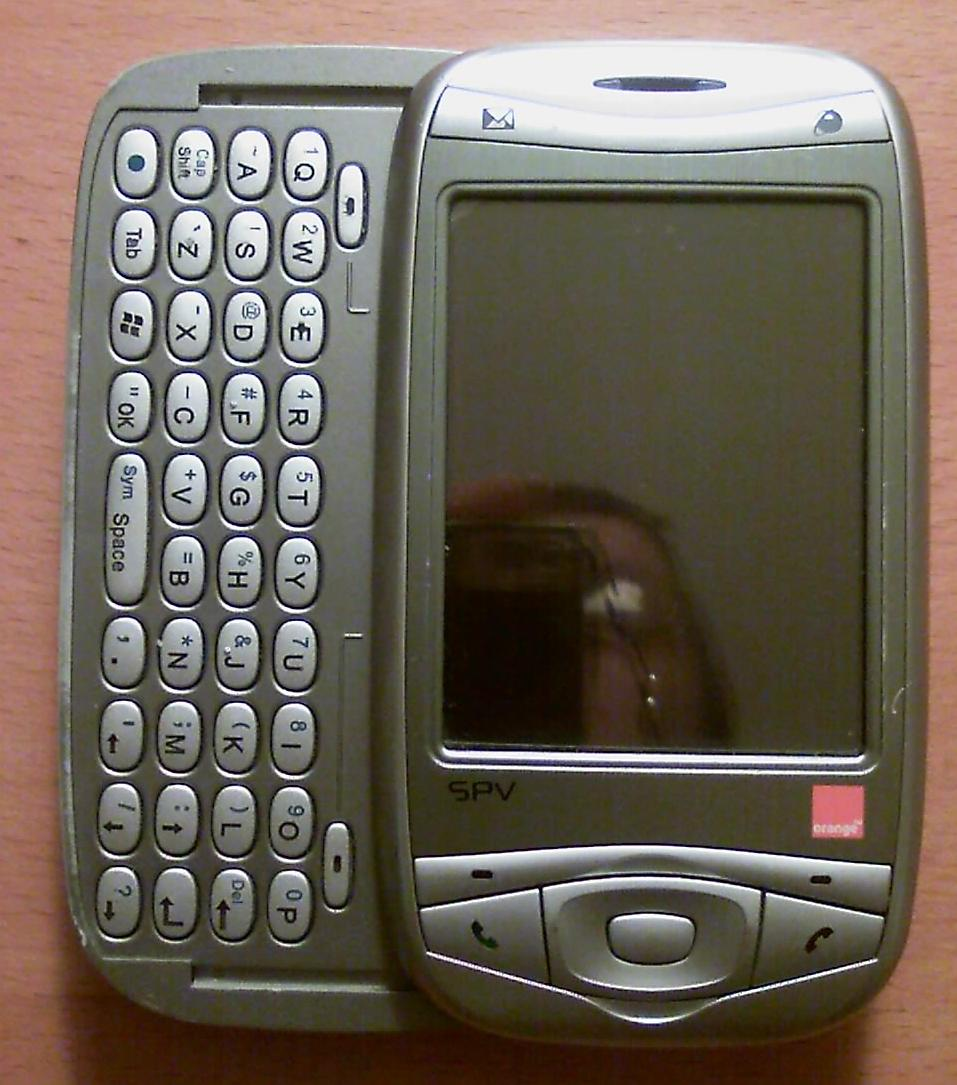
HTC Wizard 200 (Orange SPV M3000)
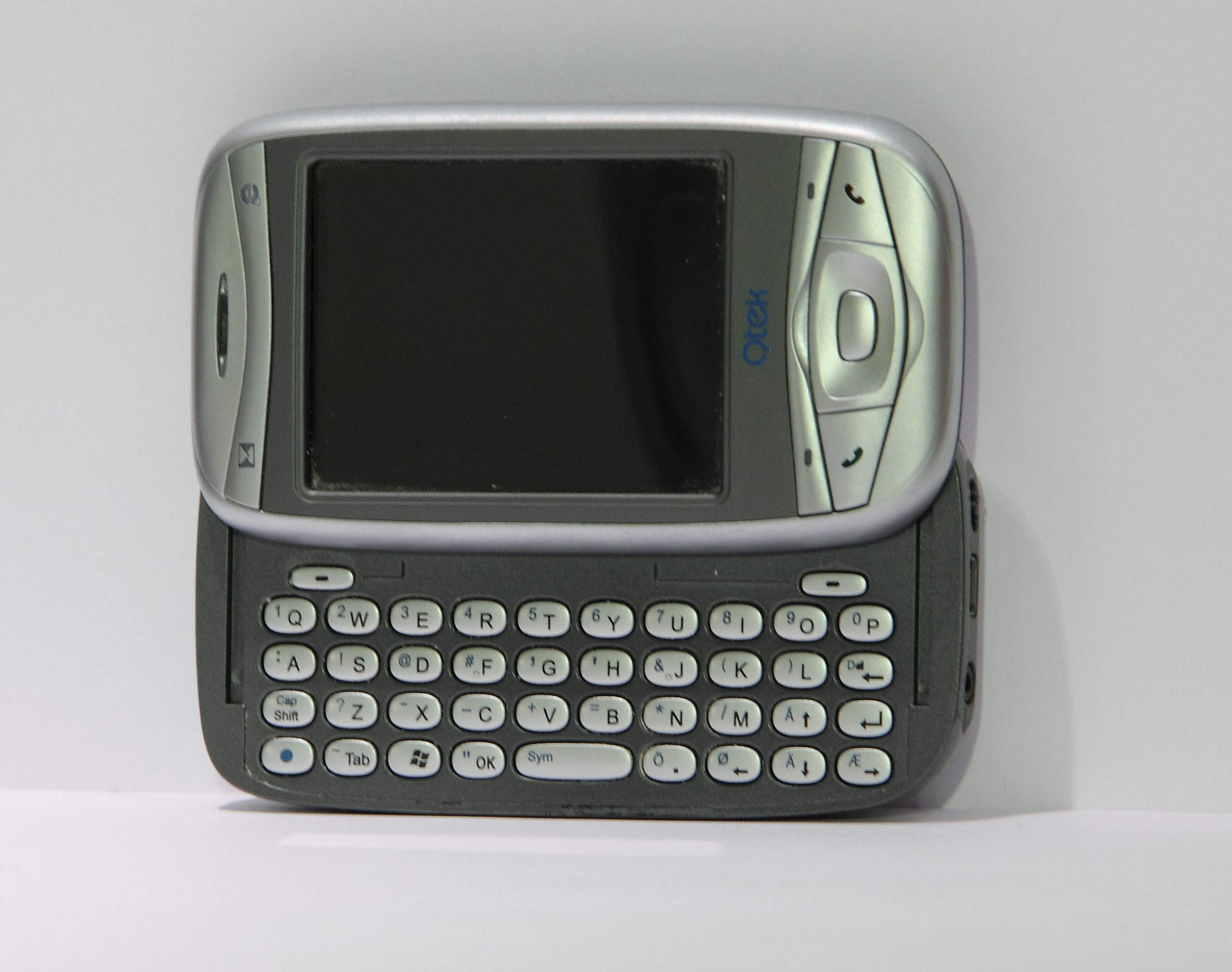
HTC Wizard 200 (Qtek 9100 Open)
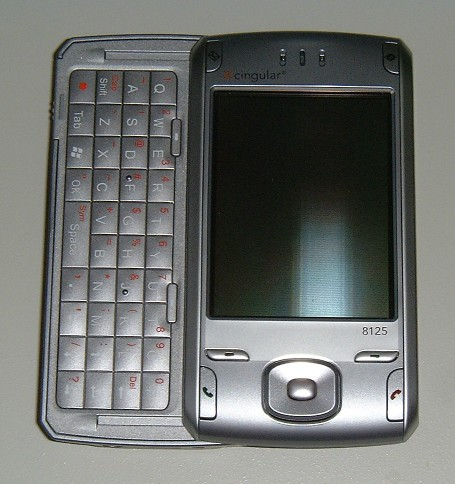
HTC Wizard 100 (Cingular 8125)